# جائزة ميغيل إندوراين 2021
جائزة ميغيل إندوراين 2021 (بالإسبانية: Gran Premio Miguel Induráin 2021)‏ هو سباق دراجات هوائية، وهو الموسم رقم 72 من السباق، وأقيم في 3 أبريل 2021، وامتدّ لمسافة 203.92 كيلومتر، وهو أحد سباقات سلسلة سباقات الاتحاد الدولي للدراجات للمحترفين 2021، وهو من نوع سباق يوم واحد، وقد شارك في السباق 127 متسابقاً ووصل إلى نهايته 95 متسابقاً.
فاز فيه بالمركز الأول أليخاندرو بالبيردي، وبالمركز الثاني أليكسي لوتزينكو، وبالمركز الثالث لويس ليون سانشيز.

## الفرق
| فرق عالمية (9)- Astana-Premier Tech - Bahrain Victorious - Cofidis - Ineos Grenadiers - Israel Start-Up Nation - Movistar Team - Team BikeExchange - Trek-Segafredo - UAE Team Emirates فرق برو (8)- Arkéa-Samsic - برجس بي إتش 2021 ‏ - كاجا رورال-سيغوروس 2021 ‏ - فريق إيولو كوميت لركوب الدراجات 2021 ‏ - كيرن فارما 2021 ‏ - أوسكالتيل أوسكادي 2021 ‏ - Rally Cycling - Total Direct Énergie فرق قارية (2)- إيفابيل 2021 ‏ - إلكترو هايبر يوروبا 2021 ‏ |  |
| |  |

## التصنيف العام النهائي
| التصنيف العام         | التصنيف العام      | التصنيف العام | التصنيف العام          | التصنيف العام     |
| العداء                | العداء             | البلد         | الفريق                 | الوقت             |
| --------------------- | ------------------ | ------------- | ---------------------- | ----------------- |
| 1                     | أليخاندرو بالبيردي | إسبانيا       | موفيستار               | 5 س 10 دقيقة 47 ث |
| 2                     | أليكسي لوتزينكو    | كازاخستان     | Astana-Premier Tech    | + 6 ث             |
| 3                     | لويس ليون سانشيز   | إسبانيا       | Astana-Premier Tech    | + 15 ث            |
| 4                     | بيلو بلباو         | إسبانيا       | Bahrain Victorious     | + 17 ث            |
| 5                     | ايلي جيسبرت        | فرنسا         | اركيا سامسيك           | + 18 ث            |
| 6                     | كريستس نيولاندز    | لاتفيا        | Israel Start-Up Nation | + 21 ث            |
| 7                     | باوك موليما        | هولندا        | تريك سيغافريدو         | + 21 ث            |
| 8                     | خيسوس هييرادة      | إسبانيا       | Cofidis                | + 21 ث            |
| 9                     | عمر فريل           | إسبانيا       | Astana-Premier Tech    | + 21 ث            |
| 10                    | لورينز دي بلس      | بلجيكا        | Ineos Grenadiers       | + 30 ث            |
| مصدر: ProCyclingStats |                    |               |                        |                   |

## وصلات خارجية
- الموقع الرسمي
- لمحة عن سباق جائزة ميغيل إندوراين 2021 على موقع  ProCyclingStats   (برو  سايكلنج  ستاتس) - إحصاءات  محترفي  الدراجات.
- جائزة ميغيل إندوراين 2021 على موقع إحصائيات الدراجات الإحترافية (الإنجليزية)